# Labégude
Labégude – miejscowość i gmina we Francji, w regionie Owernia-Rodan-Alpy, w departamencie Ardèche.
Według danych na rok 1990 gminę zamieszkiwało 1 401 osób, a gęstość zaludnienia wynosiła 449 osób/km² (wśród 2880 gmin regionu Rodan-Alpy Labégude plasuje się na 601. miejscu pod względem liczby ludności, natomiast pod względem powierzchni na miejscu 1640.).